# کرنبری لیک (نیویورک)
کرنبری لیک (به انگلیسی: Cranberry Lake) یک منطقهٔ مسکونی در ایالات متحده آمریکا است که در شهرستان سنت لارنس، نیویورک واقع شده‌است. کرنبری لیک ۲۰۰ نفر جمعیت دارد و ۴۵۳٫۸۵ متر بالاتر از سطح دریا واقع شده‌است.